# Porsche 918 Spyder

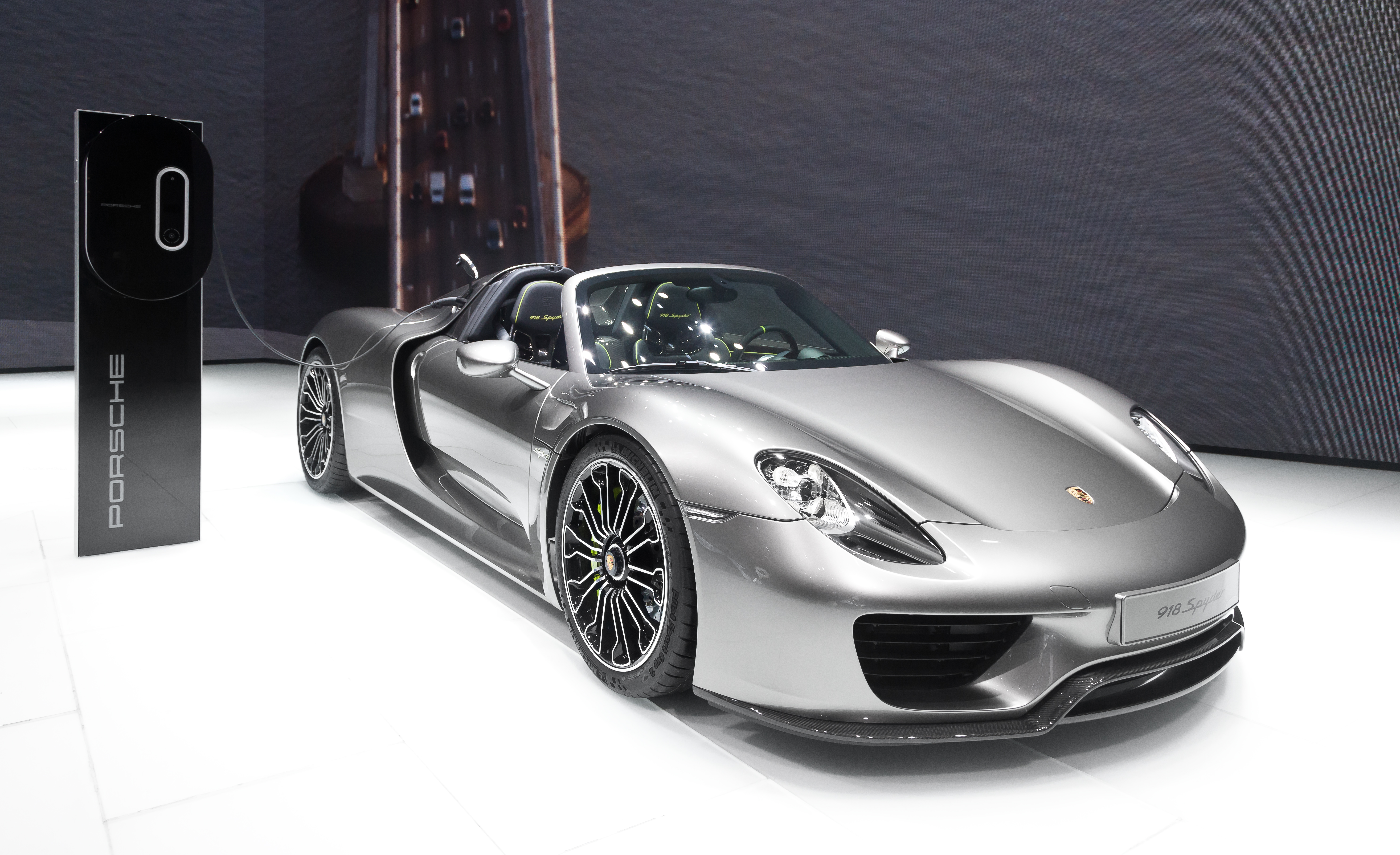

A Porsche 918 Spyder egy nagy teljesítményű sportautó, amelyet a német Porsche márka gyártott. A 918 Spyder egy konnektorról tölthető hibrid, amelyet egy középre szerelt szívó, 4,6 literes (4593 cm3) V8-as motor hajt, 447 kW (608 LE; 599 LE) teljesítményt 8700 fordulat/perc mellett, két villanymotor pedig további 210 kW-ot (286 LE; 282 LE) 652 kW (875 LE) összteljesítmény és 1280 Nm (944 lbf⋅ft) nyomaték mellett.  A 918 Spyder 6,8 kWh-s lítium-ion akkumulátorcsomagja 19 km-es (12 mérföldes) teljesen elektromos hatótávolságot biztosít az Egyesült Államok Környezetvédelmi Ügynöksége ötciklusos tesztjei során. 
A gyártás 2013. szeptember 18-án kezdődött, a szállításokat eredetileg 2013 decemberében kezdték volna meg, kikiáltási ára pedig ≈781 000 € (845 000 USD vagy 711 000 GBP). A 918 Spyder 2014 decemberében elfogyott, a gyártás pedig 2015 júniusában fejeződött be.
A 918 Spydert először koncepcióként a 80. Genfi Autószalonon mutatták be 2010 márciusában. 2010. július 28-án 2000 érdekeltségi nyilatkozatot követően a Porsche AG felügyelőbizottsága jóváhagyta a 918 Spyder sorozatfejlesztését. A szériaváltozatot a 2013. szeptemberi Frankfurti Autószalonon mutatták be. A Porsche a 2011-es Észak-Amerikai Nemzetközi Autószalonon bemutatta a 918 RSR versenyváltozatát is, amely a 997 GT3 R Hybridben először használt hibrid technológiát a 918 Spyder stílusával kombinálta. A 918 RSR azonban nem került gyártásba. A 918 Spyder volt a 2014-es Panamera S E-Hybrid után a második plug-in hibrid autó, amelyet a Porsche gyártott. 
A 918-as helyettesítésére szánt Porsche Mission X-et először a 91. 24 órás Le Mans-i futam századik évfordulója alkalmából mutatták be először 2023 júniusában, majd 2025-ben gyártják le.

## Műszaki adatok

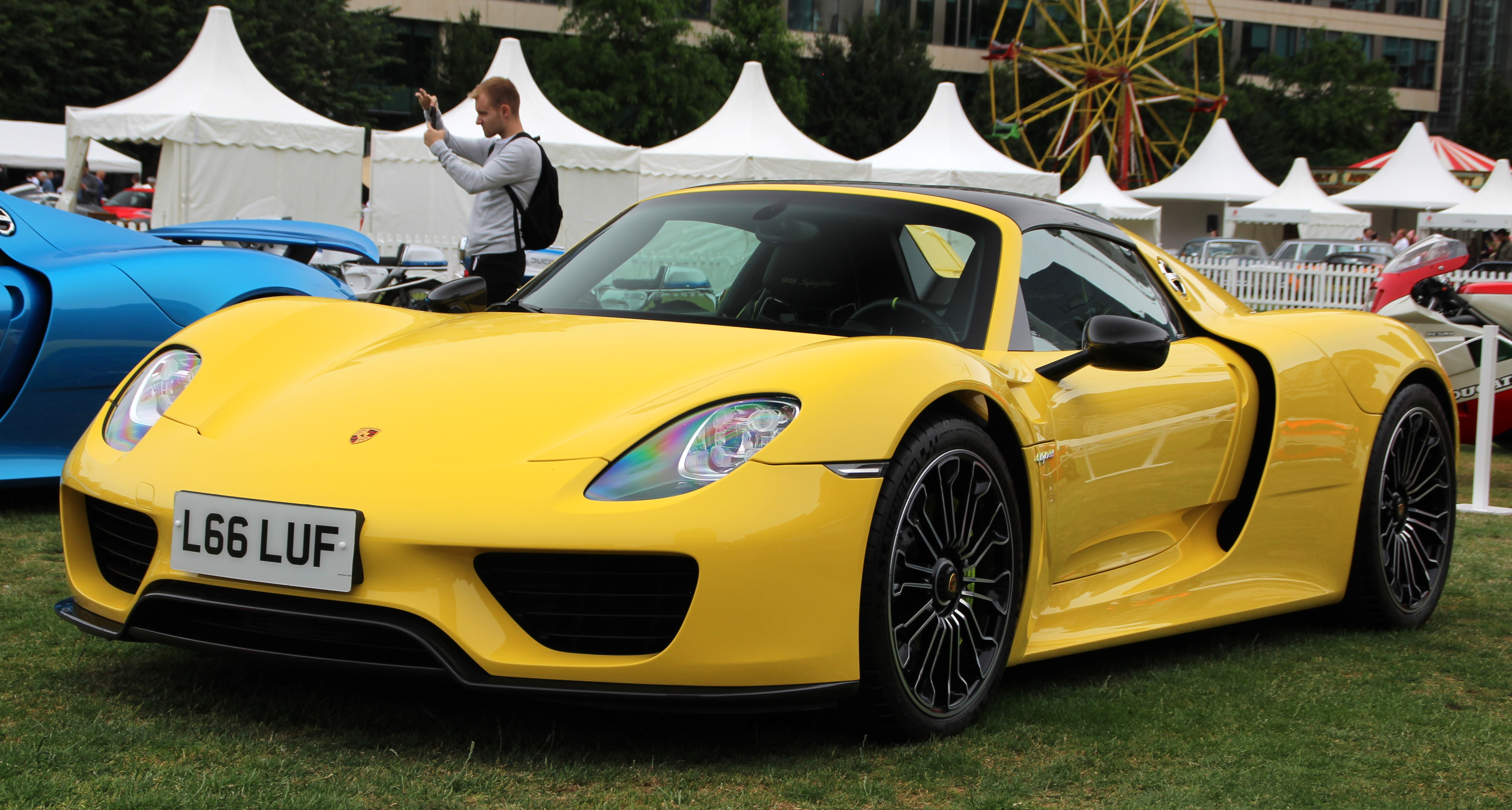

A 918 Spydert egy 4593 köbcentiméteres (4,6 literes; 280,3 köbcentiméteres) szívó V8-as motor hajtja, amely ugyanazon az architektúrán alapul, mint az RS Spyder Le Mans Prototype versenyautónál, motorszíjak nélkül. 
A 918 Spyder V8-as fejlesztése során a furat 95 mm maradt, a löket 59,9 mm-ről (3397 cm3) 81 mm-re (4593 cm3-nél) nőtt. A motor 9200-as fordulatszámra járt. 2011-ben bemutatták az RSR változatot, amely 563 LE-t kínált 10 300-as fordulatszámon.
A motor tömege 135 kg (298 font) a Porsche szerint, és 447 kW (608 LE; 599 LE) teljesítményt ad le 8700 ford./percnél és 540 Nm (398 lbf⋅ft) maximális nyomatékot 6700 ford./percnél. Ezt két elektromos motor egészíti ki, amelyek további 210 kW (286 LE; 282 LE) teljesítményt adnak. Egy 115 kW (156 LE; 154 LE) villanymotor hajtja párhuzamosan a hátsó kerekeket a motorral, és egyben fő generátorként is szolgál. Ez a motor és motor a Porsche saját PDK duplakuplungos rendszeréhez csatlakoztatott hétfokozatú sebességváltón keresztül juttatja el az erőt a hátsó tengelyhez. Az első 95 kW (129 LE; 127 LE) villanymotor közvetlenül hajtja meg az első tengelyt; egy elektromos tengelykapcsoló leválasztja a motort, ha nincs használatban. A teljes rendszer 652 kW (887 LE; 875 LE) teljesítményt és 1280 Nm (944 lbf⋅ft) nyomatékot ad le. A Porsche hivatalos teljesítményadatokat közölt: 0-100 km/h (0-62 mph) 2,6 másodperc alatt, 0-200 km/h (0-124 mph) 7,2 másodperc alatt, 0-300 km/h (0-186 mph) 19,9 másodperc alatt, végsebessége pedig 345 km/h (214 mph).
Ezeket a számokat felülmúlták a független tesztek, amelyek 0-100 km/h-hoz 2,5 másodpercet, 0-200 km/h-hoz 7,0 másodpercet, 0-300 km/h-hoz 19,1 másodpercet adtak, végsebessége 352 km/h (218,7 mph) ) és 17,75 másodperc a 295,9 km/h (183,9 mph) sebesség elérésével álló kilométernél.

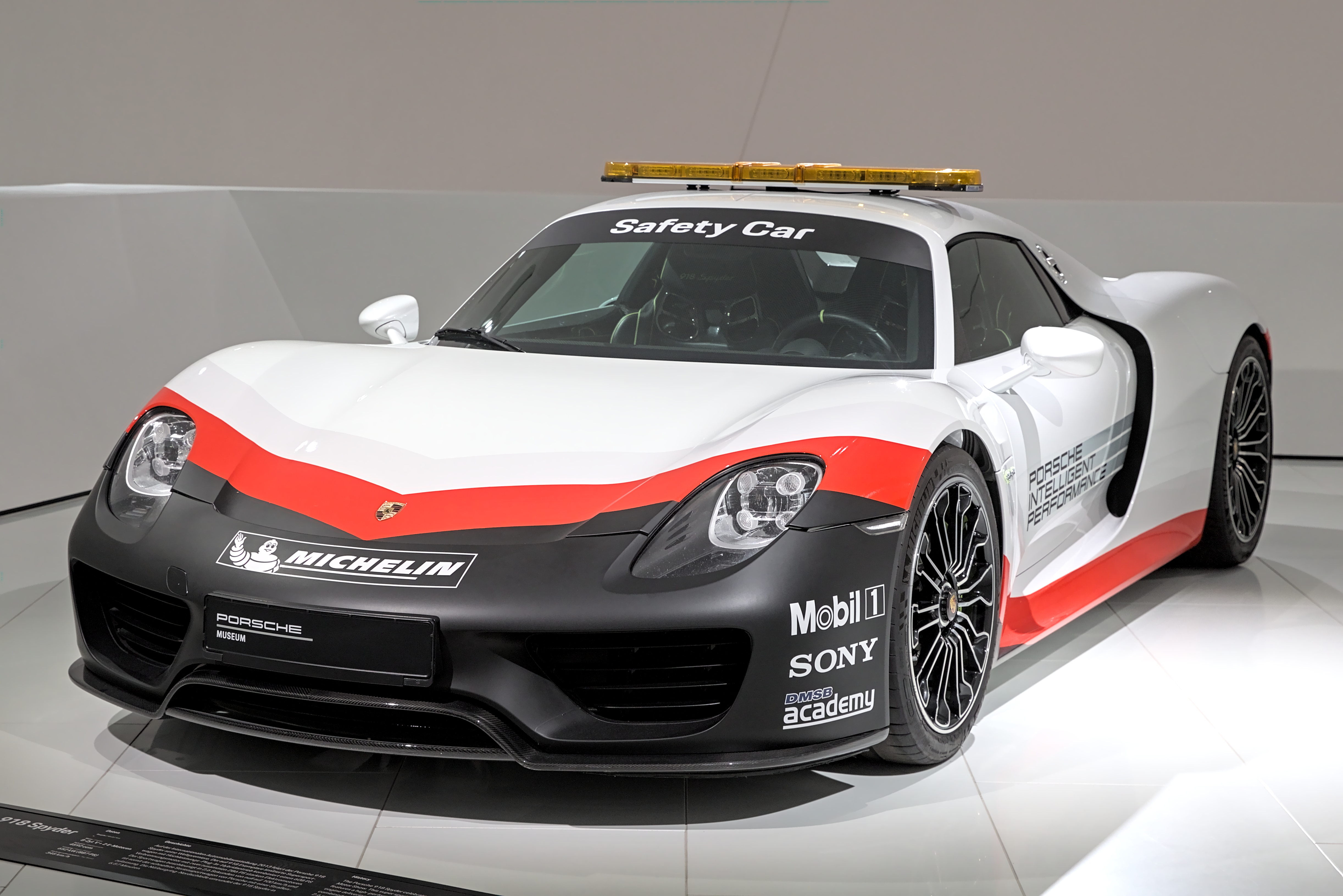

A Porsche 918 autó és sofőr független tesztjén 2,2 másodperc alatt értek el 0-60 mph (0-97 km/h), 0-100 mph (0-161 km/h) 4,9 másodperc alatt, 0-180 mph (0–290 km/h) 17,5 másodperc alatt, a negyed mérföld pedig 9,8 másodperc alatt. 2,4 másodperces idejével ez volt a valaha tesztelt leggyorsabb autó 60 mérföld/óráig. 97 km/h-ról 94 láb (29 m) alatt állt meg, és 22,2 másodperccel megdöntötte a Motor Trend 8-as rekordját.
Az energiatároló rendszer egy 312 cellás, folyadékhűtéses, 6,8 kWh-s lítium-ion akkumulátor, amely az utascella mögött helyezkedik el. Az utasoldali B-oszlopon található dugaszolható töltőcsatlakozó mellett az akkumulátorokat regeneratív fékezés és a motor túlterhelése is tölti, amikor az autó szabadon halad. A CO2-kibocsátás 79 g/km, az üzemanyag-fogyasztás pedig 3 l/100 km (94 mpg (imp); 78 mpg (US)) az új európai vezetési ciklus (NEDC) szerint. Az Egyesült Államok Környezetvédelmi Ügynöksége (EPA) ötciklusos tesztjei során a 2015-ös modellév Porsche 918 Spyder energiafogyasztását teljesen elektromos üzemmódban 50 kWh/100 mérföldre értékelte, ami 3,5 literes kombinált városi/autópálya-fogyasztást jelent. 100 km (81 mpg (imp); 67 mpg (US)). Ha csak benzinmotort használ, az EPA hivatalos kombinált városi/autópálya-üzemanyag-fogyasztása 22 mpg (US) (11 l/100 km; 26 mpg (imp)). 
A 4,6 literes V8-as benzinmotor körülbelül egy liter üzemanyag felhasználásával képes feltölteni egy üres akkumulátort. A mellékelt Porsche univerzális töltőhöz hét óra szükséges az akkumulátor töltéséhez egy tipikus 120 V-os háztartási AC aljzaton, vagy két óra egy 240 V-os töltőn. Egy egyenáramú töltőállomás 25 perc alatt képes visszaállítani az akkumulátor teljes kapacitását.
A 918 Spyder öt különböző futási módot kínál: Az E-Drive lehetővé teszi, hogy az autó egyedül akkumulátorról működjön, a hátsó villanymotor és az első motor használatával, így a koncepciómodell 29 kilométeres (18 mérföldes) hatótávolságot biztosít. Az Egyesült Államok EPA hivatalos, teljesen elektromos hatótávolsága 19 km-re van. A teljes hatótáv teli tankkal és teljesen feltöltött akkumulátorral 420 mérföld (680 km) az EPA-tesztek szerint. E-Drive üzemmódban az autó 150 km/h (93 mph) maximális sebességet érhet el. Két hibrid üzemmód (Hibrid és Verseny) egyaránt használja a motort és az elektromos motorokat a kívánt gazdaságosság és teljesítmény elérése érdekében. Verseny módban egy push-to-pass gomb elindítja a Hot Lap beállítást, amely további elektromos energiát biztosít. Az alváz szénszál erősítésű műanyag monocoque, és a fékrendszer elektromosan van megerősítve (a hagyományos vákuumnyomás helyett).

## Értékesítés és gyártás

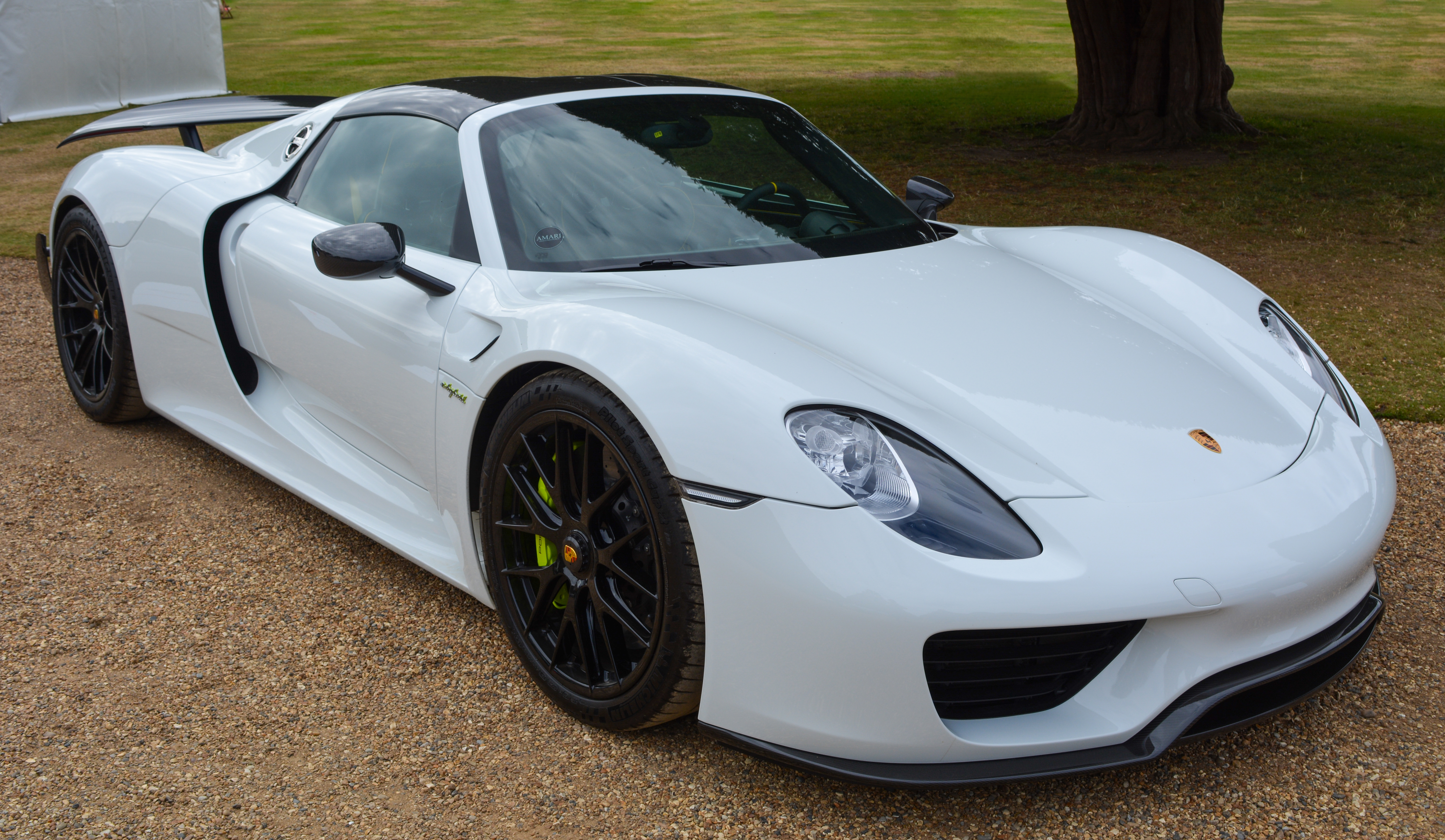

A sorozatgyártású változatot a 2013-as Frankfurti Autószalonon mutatták be. A 918 Spydert limitált szériában gyártották, Weissachban fejlesztették ki és Zuffenhausenben szerelték össze a 2014-es modellévre. A 2014-es modellév gyártása 2013. szeptember 18-án kezdődött, a szállítások pedig 2013 decemberében kezdődnek. Az Egyesült Államokban az értékesítés 2014 júniusában kezdődött.A 918 Spyder ára 781 000 eurótól indult Európában és 845 000 USD-tól az Egyesült Államokban. Az akkumulátor mérete szerint a 918 Spyder akár 3667 USD összegű szövetségi adójóváírásra is jogosult volt. 
A gyártás a tervezettnek megfelelően 2015 júniusában ért véget.
A legtöbb megrendeléssel rendelkező ország az Egyesült Államok 297 darabbal, ezt követi Kína és Németország egyenként körülbelül 100 megrendeléssel, Kanada pedig 35 darabot rendel.
A JATO Dynamics szerint 2014 első kilenc hónapjában összesen 105 egységet regisztráltak világszerte. Az Egyesült Államok a vezető piac, 2015 májusáig 202 darabot szállítottak le. 2014 októberéig Svájcban összesen 9, Hollandiában 6, Kanadában 5, Svédországban 4, Brazíliában 3 és Dél-Afrikában 1 db volt nyilvántartva.

## Weissach csomag
A Weissach Package egy súlycsökkentő és aerodinamikai csomag, amelyet a Porsche kínál a 918 Spyderhez. Ez egy 84 000 dolláros gyári opció volt az Egyesült Államokban. A csomag tartalmazta a speciálisan BBS által gyártott magnézium kerekeket, egy kiterjesztett hátsó diffúzort, valamint a belső részeket bőr helyett Alcantara borította. A szélvédőkeret, a tető, a hátsó szárnyak és a visszapillantó tükrök szintén szénszálból készültek.

## Porsche 918 RSR

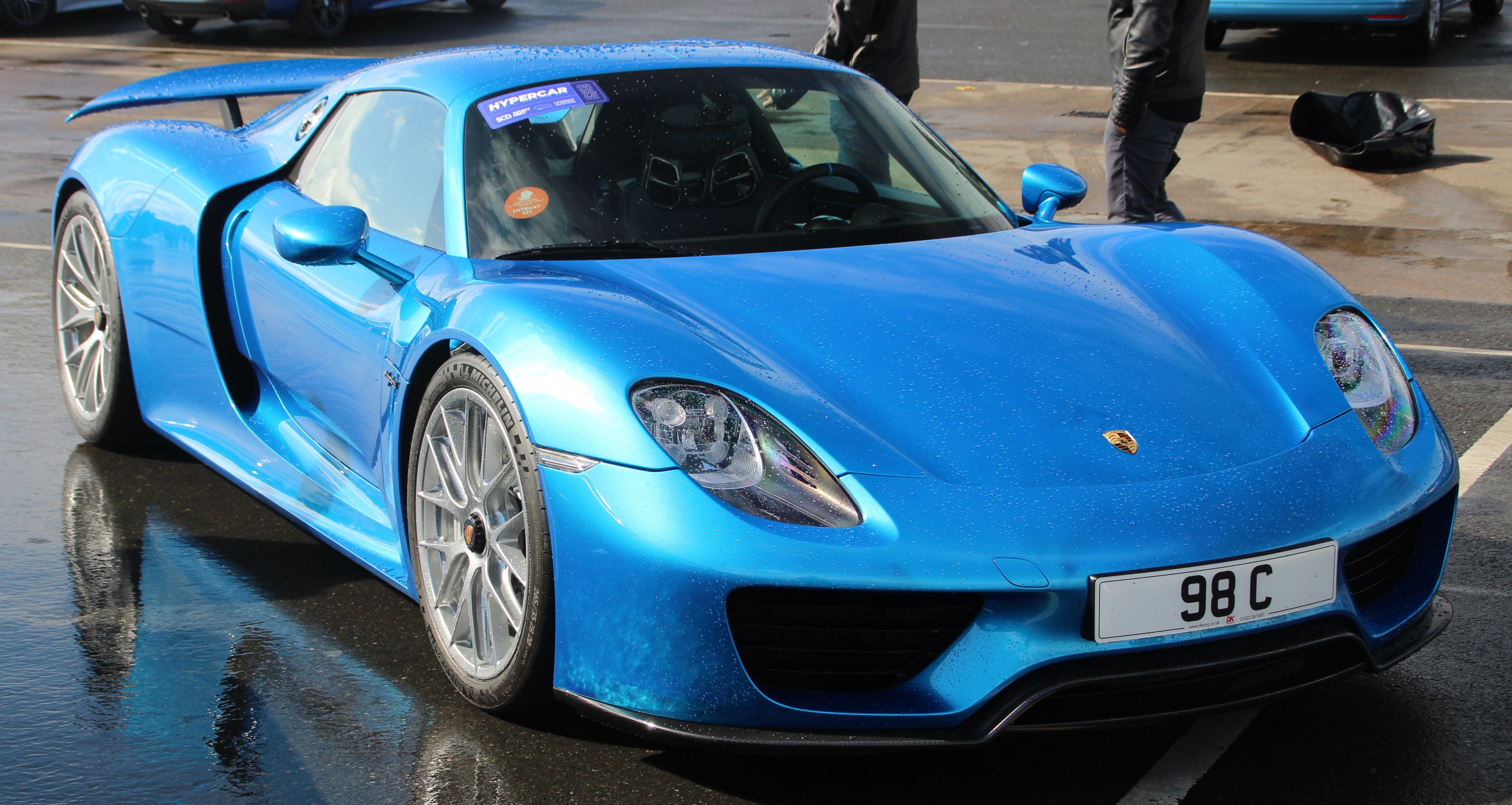

A 2011-es Észak-Amerikai Nemzetközi Autószalonon, Detroitban a Porsche bemutatta a 918 Spyder RSR versenyváltozatát. A konnektorról tölthető hibrid technológia helyett a két villanymotor energiáját a vezető mellett, az utastérben elhelyezett, lendkerekes KERS-rendszer biztosítja. A V8-as az RS Spyder versenyautó közvetlen befecskendezéses motorjának továbbfejlesztése, 414 kW (563 LE; 555 LE) teljesítménnyel, 10 300 ford./perc mellett. Az elektromos motorok mindegyike további 150 kW (200 LE; 200 LE) teljesítménnyel rendelkezik, így a csúcsteljesítmény 564 kW (767 LE; 756 LE). A hatfokozatú sebességváltó az RS Spyder egység továbbfejlesztése. 

## Nürburgringi köridő rekord
2013 szeptemberében egy opcionális Weissach csomaggal felszerelt 918-as 6:57-es nürburgringi köridőt ért el a 20,6 km-es (12,8 mérföldes) közúti pályán, ami 14 másodperccel csökkentette a korábbi rekordot, és ez lett az első utcai legális gyártás. autó áttörni a 7 perces korlátot.

## Fordítás
Ez a szócikk részben vagy egészben  a   Porsche_918_Spyder című angol Wikipédia-szócikk fordításán alapul.  Az eredeti cikk szerkesztőit annak laptörténete sorolja fel. Ez a jelzés csupán a megfogalmazás eredetét és a szerzői jogokat jelzi, nem szolgál a cikkben szereplő információk forrásmegjelöléseként.